# Gerville
Gerville – miejscowość i gmina we Francji, w regionie Normandia, w departamencie Sekwana Nadmorska.
Według danych na rok 1990 gminę zamieszkiwało 351 osób, a gęstość zaludnienia wynosiła 117 osób/km² (wśród 1421 gmin Górnej Normandii Gerville plasuje się na 569. miejscu pod względem liczby ludności, natomiast pod względem powierzchni na miejscu 841.).